# 合丝莓属
合絲莓屬（學名：Satyria）是杜鵑花目杜鵑花科的一個屬，原产于墨西哥南部、中美洲和南美洲北部。